# Rudolf Zingel
Rudolf Zingel (* 1920 in  Saulwitz bei Breslau; † 29. Mai 2010 in Kiel) war ein deutscher Rechtswissenschaftler, Jurist und  der erste Präsident der Philipps-Universität Marburg (1971–1979).

## Leben und Wirken
Seine Kindheit verbrachte Zingel in Breslau. Im Jahre 1937 legte er am Reform-Realgymnasium zum Heiligen Geist in Breslau seine Reifeprüfung ab und wurde zum Arbeits- und Kriegsdienst herangezogen und geriet 1944 in Kriegsgefangenschaft. Von Oktober 1942 bis Februar 1943 hatte er an der Universität Breslau ein Semester Rechtswissenschaft studiert.
Nach dem Krieg nahm er im Zeitraum von 1949 bis 1952 in Kiel ein Studium der Rechtswissenschaften auf. Im Juni 1952 legte er das erste Juristische Staatsexamen ab. Es schlossen sich bis 1955 eine juristische Referendarausbildung in Düsseldorf und im Januar 1956 das zweite juristische Staatsexamen an. In den Jahren 1956 bis 1957 wurde Zingel Dezernent im Regierungspräsidiums in Düsseldorf. In den Folgejahren von 1957 bis 1962 war er Referent im Bundesministerium für Atomfragen. In der Universität Marburg besetzte er ab 1962 die Stelle des Verwaltungsdirektors (ab 1965 Kanzler). Im Jahr 1971 wurde er zum ersten Präsidenten der Philipps-Universität gewählt. 1977 zeichnete Zingel verantwortlich für die Festlichkeiten zum 450-jährigen Gründungsjubiläum der Marburger Universität.